# Singles of the 90s
Singles of the 90's è una raccolta degli Ace of Base pubblicata nel 1999.
Rilasciato nel Novembre 1999 in Europa, Africa  e Asia il disco contiene tre inediti,  Cest La Vie (always 21) lanciato come primo singolo,  Hallo Hallo e  Love In December .
Raggiunse il 21º posto in Germania, il 23° in Giappone, il 24° in Spagna e il 25° in Francia.
Nel Regno Unito si fermò solo al 62º posto.
Vendette 2 milioni di dischi, ottennendo il Disco d'oro in Danimarca e un Disco di platino in Giappone.
La versione Giapponese del disco contiene un megamix della durata di 7 minuti.

## Tracce
1. Cest La Vie (always 21) 03' 26"
2. The Sign 03' 09"
3. Beautiful Life 03' 41"
4. Hallo Hallo 03' 46"
5. Always Have, Always Will 03' 46"
6. Love In December 0' 0"
7. All That She Wants 03' 30"
8. Living In Danger 03' 44"
9. Everytime it rains 04' 49"
10. Don't Turn Around 03' 51"
11. Cruel summer 03' 32"
12. Happy Nation 04' 13"
13. Lucky Love 02' 54"
14. never gonna say i'm sorry 03' 14"
15. Life Is A Flower (Original) 03' 45"
16. Experience pearls 04' 00"
17. Wheel of Fortune 03' 54"